# Тойлук (деревня)
Тойлук — деревня в Балахтинском районе Красноярского края России. Входит в состав Ровненского сельсовета.

## География
Деревня расположена в 44 км к северо-западу от районного центра Балахта.

## Население
| 1989 | 2002 | 2010 |
| ---- | ---- | ---- |
| 204  | ↗251 | ↘190 |

Гендерный состав
По данным Всероссийской переписи населения 2010 года 94 мужчины и 96 женщин из 190 чел.